# الكسندر علم
الكسندر علم (بالإنجليزية: Alexander Alam)‏ هو سياسي أسترالي، ولد في 23 يناير 1896، وتوفي في 9 أغسطس 1983. حزبياً، نشط في حزب العمال الأسترالي. وقد انتخب عضو المجلس التشريعي نيو ساوث ويلز.